# АТХ код D09
АТХ код D09 (англ. ATC code D09)  «Перевязочный материал» — раздел система буквенно-цифровых кодов Анатомо-терапевтическо-химической классификации, разработанных Всемирной организацией здравоохранения для классификации лекарств и других медицинских продуктов. Подгруппа D09 является частью группы препаратов D «Препараты для лечения заболеваний кожи».
Коды для применения в ветеринарии (ATCvet коды) могут быть созданы путём добавления буквы Q в передней части человеческого Код ATC: QD09.
Из-за различных национальных особенностей в классификацию АТС могут включаться дополнительные коды, которые отсутствуют в этом списке, который составлен Всемирной организацией здравоохранения.

## D09A Перевязочный материал

### D09AA Перевязочный материал, пропитанный противомикробными препаратами
- D09AA01 Фрамицетин
- D09AA02 Фузидиевая кислота
- D09AA03 Нитрофурал
- D09AA04 Фенилмеркурия нитрат
- D09AA05 Бензододециния хлорид
- D09AA06 Триклозан
- D09AA07 Цетилпенидиний
- D09AA08 Алюминия хлорогидрат
- D09AA09 Повидон-Йод
- D09AA10 Клиохинол
- D09AA11 Бензалкония хлорид
- D09AA12 Хлоргексидин
- D09AA13 Иодоформ

### D09AB Бинты с препаратами цинка
- D09AB01 Бинты с препаратами цинка без дополнительных добавок
- D09AB02 Бинты с препаратами цинка с дополнительными добавками